# Essisus dispar
Essisus dispar är en skalbaggsart som beskrevs av Francis Polkinghorne Pascoe 1866. Essisus dispar ingår i släktet Essisus och familjen långhorningar. Inga underarter finns listade i Catalogue of Life.